# Rebelia islamska w Jemenie
Rebelia islamska w Jemenie zaczęła się w 1998 roku. 14 stycznia 2010 rząd w Sanie wypowiedział wojnę terrorystycznemu ugrupowaniu. Walki z rebeliantami toczą się w centralnych prowincjach Jemenu. Jednocześnie armia jemeńska zmaga się z szyicką rebelią na północy kraju oraz separatystyczną rebelią na południu kraju.

## Początek
Jemen po 11 września 2001 kilkakrotnie był areną zamachów terrorystycznych organizowanych przez siatkę Al-Ka’idy z Półwyspu Arabskiego. Jednym z najpoważniejszych ataków był zamach na amerykańską ambasadę w Sanie z 17 września 2008.
Główni sojusznicy najbiedniejszego kraju Półwyspu Arabskiego, Stany Zjednoczone oraz Arabia Saudyjska, wywierali presję na Jemen, gdyż napływający do tego kraju bojownicy Al-Ka’idy tworzyli tam swój bastion na Półwyspie Arabskim.
Zintensyfikowane działania antyterrorystyczne Jemen podjął po próbie zamachu w samolocie nad Stanami Zjednoczonymi z 25 grudnia 2009, w wyniku czego 14 stycznia 2010 wypowiedział terrorystom wojnę.
Na początku stycznia 2010, z powodu groźby ataków terrorystycznych ze strony Al-Ka’idy na Półwyspie Arabskim, zamknięto ambasady USA, Wielkiej Brytanii i Francji w Jemenie. Po kilku dniach placówki wznowiły pracę.
W związku z tym, iż jemeńskie siły bezpieczeństwa rozpoczęły walkę z Al-Ka’idą, tamtejszy rząd poprosił zachód o wsparcie finansowe i gospodarcze.

## Kalendarium po 2009 roku

### 2010
- 4 stycznia 2010 – w pierwszych starciach zginęło dwóch bojowników Al-Ka’idy[6].
- 5 stycznia – rozpoczęto ofensywę przeciwko bojówkom Al-Ka’idy. Walki wybuchły w stolicy, Sanie, i prowincjach Szabwa, Marib oraz Abjan. W wymienionych prowincjach zorganizowano więcej punktów kontrolnych na drogach. Schwytano pięciu domniemanych bojowników[5].
- 6 stycznia – aresztowano trzech domniemanych bojowników Al-Ka’idy[7].
- 13 stycznia – w wymianie ognia zginął jeden z liderów komórki Al-Ka’idy na Półwyspie Arabskim Abdullah Mehdar[8].
- 14 stycznia 2010 – Jemen zadeklarował wojnę przeciwko rebeliantom Al-Ka’idy. Doszło do bombardowania, w którym zginęło sześciu bojowników ugrupowania terrorystycznego[9].
- 15 stycznia – jemeńskie siły bezpieczeństwa aresztowały w prowincji Szabwa 25 bojowników Al-Ka’idy, którzy uciekli ze swoich posterunków po nalocie, który odbył się dzień wcześniej[10].
- 17 stycznia – radykalne bojówki Al-Shabaab, walczące z rządem somalijskim, poinformowały, iż doszło do wymiany z szeregami jemeńskich bojowników Al-Ka’idy Półwyspu Arabskiego[11].
- 20 stycznia – Jemeńskie Siły Powietrzne dokonały nalotu na dom jednego z liderów rebeliantów Ayeda al-Shabwaniego. Atak spotkał się z ogniem przeciwlotniczym z wioski[12].
- 21 stycznia – Jemen zaprzestał wydawania wiz obcokrajowcom przebywającym na lotniskach z powodu możliwości zamachów przeprowadzanych przez terrorystów[13].
- 24 stycznia – trzech żołnierzy jemeńskich zginęło w muhafazie Szabwa podczas ataku na punkt kontrolny. Rebelianci po ataku zbiegli z miejsca zdarzenia[14].
- 8 lutego – Sajed al-Szehri, zastępca szefa jemeńskiego skrzydła Al Kaidy, wezwał bojówki do dżihadu[15].
- 14 marca – w nalocie jemeńskich sił powietrznych na cele rebeliantów w prowincji Abjan pod miejscowością Mudia zginęło dwóch lokalnych liderów Al-Ka’idy. Według władz jemeńskich, poza dwoma przywódcami Al-Ka’idy, były też inne ofiary śmiertelne[16].
- 19 czerwca – rebelianci zaatakowali siedzibę jemeńskich służb bezpieczeństwa w mieście portowym Aden. Zginęło 11 funkcjonariuszy jemeńskich służb bezpieczeństwa. Dzień później zatrzymano dowódcę ataku[17].
- 5 lipca – dwóch jemeńskich żołnierzy zginęło, a trzech zostało rannych w potyczce z rebeliantami Al-Ka’idy[18].
- 14 lipca – pięciu członków sił specjalnych zginęło w skoordynowanym ataku rebeliantów w prowincji Abjan[19].
- 22 lipca – pięciu żołnierzy zginęło w zasadzce w prowincji Szabwa[20].
- 25 lipca – rebelianci zabili sześciu jemeńskich żołnierzy strzegących instalacji naftowych w prowincji Szabwa[21].
- 26 lipca – w incydencie wojsko zabiło trzech mężczyzn, którzy byli podejrzani o przynależność do Al-Ka’idy[21].
- 20 sierpnia – w ataku rebeliantów w prowincji w mieście Loder zginęło 13 osób, w tym 11 jemeńskich żołnierzy. W odwecie wojsko zabiło 7 członków Al-Ka’idy[22].
- 21–23 sierpnia – 80 tys. cywilów uciekło przed walkami między wojskiem a Al-Ka’idą, które miały miejsce w mieście Loder w prowincji Abjan. W bitwie zginęło 11 żołnierzy, 19 rebeliantów oraz trzech cywilów[23].
- 28 sierpnia – Al-Kaida podała, że w ataku na punkt kontrolny w stolicy Abjan – Zindżibarze, zabiła ośmiu żołnierzy[24].
- 29 sierpnia – aresztowano 10 członków Al-Ka’idy Półwyspu Arabskiego w mieście Loder[25].
- 3 września – w Loder pojmano dwóch bojowników Al-Ka’idy. Z kolei w kolejnym ataku na punkt kontrolny w stolicy Abjan – Zindżibar, zastrzelony został żołnierz[26].
- 4 września – w walce w prowincji Lahidż zginęło dwóch rebeliantów oraz dwóch żołnierzy. Tego samego dnia aresztowano 14 członków Al-Ka’idy w Abjan[27].
- 10 września – trzech żołnierzy zostało rannych w potyczce w Lahj[27].
- 19 września – dwóch żołnierzy zginęło w starciu w prowincji Szabwa. W równoległych walkach w Abjan zabito dwóch bojowników[27].
- 20 września – armia Jemenu rozpoczęła oblężenie miasta Al-Hota w prowincji Szabwa[28].
- 22 września – wojsko jemeńskie rozpoczęło atak na miasto Al-Hota w Szabwie. Zabito czterech rebeliantów, 20 zatrzymano[27]. Zginęło też czterech żołnierzy[29].
- 24 września – armia zakończyła oblężenie miasta Al-Hota wyzwalając je spod kontroli terrorystów. Z miasta uciekło 12 tys. cywilów[27].
- 26 września – w walce w Al-Hota zginęło 5 rebeliantów i dwóch żołnierzy. Pojmano także 32 bojowników[30].
- 11 października – policja aresztowała 19 rebeliantów Al-Ka’idy w Adenie[31].
- 16 października – rebelianci podstawili samochód-pułapkę w prowincji Abjan pod wojskowy patrol. W wyniku eksplozji zginęło dwóch rebeliantów Al-Ka’idy[32].

### 2011
- 26 marca 2011 – rebelianci przejęli kontrolę nad miastem Dża’ar w prowincji Abjan[33].
- 5 maja – w wyniku ataku amerykańskiego samolotu bezzałogowego w Szabawie zginęli bracia Musaid i Abdullah Mubarak – średniego szczebla działacze Al-Ka’idy[34].
- 27 maja – rebelianci zajęli Zindżibar. Początek walk o miasto.
- 17 lipca – wojska jemeńskie przystąpiły do ofensywy przeciwko bojówkom Al-Ka’idy w prowincji Abjan. W teren walk wysłano czołgi, wyrzutnie rakiet i 500 żołnierzy. Pomocy udzieliły również klany plemienne, które wysłały do Zindżibaru ok. 450 mężczyzn. Celem ofensywy było wyzwolenie miasta oraz uwolnienie 25. brygady wojsk jemeńskich, od ponad miesiąca oblężonej koło miasta[35].
- 22 lipca – przewagę w walkach o Zindżibar przejęło wojsko. Armia weszła na stadion miejski, ważny punkt strategiczny. Liczba zabitych wojskowych podczas ofensywy wyniosła 10[36].
- 15 sierpnia – w bitwie pod Czeheb Arhab na północny wschód od Sany, zginęło 23 plemiennych bojowników sprzymierzonych z opozycjonistami[37].
- 17 sierpnia – islamscy rebelianci zajęli miasto Szukra. Armia nie postawiła tam większego oporu. To drugie po Zindżibarze ważne miasto przechwycone przez islamistów[38].
- 28 sierpnia – ciężkie walki w Abjan. Co najmniej 26 bojowników Al-Ka’idy Półwyspu Arabskiego i 10 jemeńskich żołnierzy zginęło w starciach pod Dufas na zachód od miasta Zindżibar[39].
- 27 września – w Adenie doszło do zamachu na ministra obrony Jemenu Muhammada Nasira Alego. Minister, który nadzorował ofensywę wojskową przeciwko Al-Kaidzie uszedł cało z zamachu[40].
- 30 września – w nalocie amerykańskiego samolotu bezzałogowego w muhafazie Marib 30 września, zginął lider Al-Ka’idy w Jemenie Anwar al-Awlaki, a także Ibrahim Hassan al-Asiri – główny konstruktor bomb Al-Ka’idy[41].
- 14 października – w wyniku nalotu amerykańskich samolotów bezzałogowych w prowincji Szabwa zginęło siedmiu bojowników Al-Ka’idy, w tym syn zabitego wcześniej Anwara al-Awlakiego – Abderrahman[42].
- 27 października – w ostrzale moździerzowym bazy rebeliantów w Zindżibarze zginęło 3 terrorystów. Trzech kolejnych straciło życie w czasie potyczki pod Szukrą[43].
- 28 października – w wybuchu bomby w Adenie zginął dowódca oddziałów antyterrorystycznych Ali al-Hajji. Trzy dni później aresztowano pięciu podejrzanych o zamach terrorystów[44].
- 31 października – nowy dowódca Al-Ka’idy Półwyspu Arabskiego na Półwyspie Arabskim, Kasim al-Rajmi, powiedział, iż wspiera opozycjonistów w walce przeciwko rządowi Saliha, jednak nie akceptuje jakichkolwiek negocjacji z USA i Arabią Saudyjską[44].
- 4 – 6 listopada – 25. Brygada Zmechanizowana dokonała ostrzału obleganego Zindżibaru. Zginęło 11 rebeliantów oraz jeden żołnierz[45].

### 2012
- 16–25 stycznia – rebelianci kontrolowali miasto Rada. Wycofali się po negocjacjach plemiennych[46].
- 25 lutego – w dniu zaprzysiężenia nowego prezydenta Abd Rabbuh Mansur Hadiego, Al-Kaida Półwyspu Arabskiego dokonała zamachu w Mukalli, gdzie wybuchł samochód-pułapka w wyniku czego zginęło 26 funkcjonariuszy Gwardii Republikańskiej. Nowy prezydent zapowiedział kontynuowanie kampanii antyterrorystycznej[47].
- 4 – 5 marca – bitwa o Dofas
- 30 marca – nalot drona USA na pozycje rebeliantów – 5 zabitych[48].
- 31 marca – atak rebeliantów na punkt wojskowy w prowincji Lahidż i ciężkie walki tym wywołane – 17 zabitych żołnierzy i 13 rebeliantów[49].
- 1 – 3 kwietnia – lotnictwo jemeńskie zbombardowało górskie pozycje i kryjówki terrorystów w prowincji Lahidż pod al-Rahha. W nalotach zginęło 43 bojowników. W odpowiedzi wieczorem 2 kwietnia rebelianci wysadzili w powietrze ropociąg i napadli na punkt wojskowy w Lahidż, zabijając 33 żołnierzy[48].
- 4 – 5 kwietnia – 100 bojowników zginęło w bombardowaniach w prowincji Abjan[50].
- 9–13 kwietnia – atak rebeliantów Al-Ka’idy Półwyspu Arabskiego na koszary wojskowe w Loder, w wyniku czego wywiązały się walki. W starciu zginęło 250 rebeliantów i 35 żołnierzy. Rebelianci przejęli duży skład broni i amunicji, w tym cztery czołgi i działa przeciwlotnicze[51][52][53].
- 15 kwietnia – mina-pułapka zabiła troje dzieci zmierzających do szkoły w muhafazie Hadramaut[54]; w wyniku ataku amerykańskiego samolotu bezzałogowego w muhafazie Al-Bajda zginęło troje rebeliantów poruszających się samochodem[55].
- 19–21 kwietnia – w prowincji Abjan doszło do starć armii z bojownikami, w wyniku czego zginęło 57 członków Al-Ka’idy Półwyspu Arabskiego[56].
- 21 kwietnia – w prowincji Loder lotnictwo jemeńskie przeprowadziło nalot na pozycje bojowników, w wyniku czego zginęło 17 terrorystów[56]. Ponadto wieczorem tego dnia napastnicy uprowadzili w sobotę wieczorem w Jemenie obywatela Francji, pracującego dla Międzynarodowego Komitetu Czerwonego Krzyża[57].
- 9–10 maja – seria nalotów amerykańskich bezzałogowych samolotów na pozycje Al-Ka’idy Półwyspu Arabskiego w Dża’ar. 15 zabitych rebeliantów[58][59].

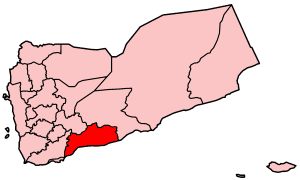
Prowincja Abjan, główny bastion Al-Ka’idy Półwyspu Arabskiego, zdobyty przez wojsko jemeńskie w czerwcu 2012 po miesięcznej ofensywie

- 12 maja – początek jemeńskiej ofensywy antyterrorystycznej w prowincji Abjan.
- 15 maja – 24 osoby, w tym 12 cywilów, ośmiu członków Al-Ka’idy Półwyspu Arabskiego, dwóch żołnierzy i dwóch członków oddziałów pomocniczych, zginęło w nalotach w Dża’ar[60].
- 19 maja – w ciężkich walkach pod Dża’ar zginęły 34 osoby (12 żołnierzy i 22 bojowników Al-Ka’idy Półwyspu Arabskiego). Doszło też do nalotu amerykańskiego drona, w wyniku czego poległo dwóch rebeliantów[61].
- 21 maja – w Sanie podczas przygotowań do parady wojskowej zorganizowanej z okazji 22. rocznicy zjednoczenia kraju, zamachowiec-samobójca w przebraniu wojskowego odpalił ładunki wybuchowe w wyniku czego zginęło 96 żołnierzy, a ponad 300 zostało rannych. Eksplozja była tak silna, że w jej wyniku na placu Sabein, który znajduje się w pobliżu pałacu prezydenckiego i zamożnej dzielnicy Sefarat, powstał krater. Był to największy zamach w wykonaniu Al-Ka’idy Półwyspu Arabskiego w Jemenie[62].
- 22–23 maja – kontynuowano operację w Dża’ar oraz w Zindżibarze. Zabito łącznie 35 islamistów, armia odbiła południowe dzielnice Zindżibaru[63].
- 12 czerwca – siły bezpieczeństwa wraz z milicjami plemiennymi odbiły z rąk terrorystów miasta Zindżibar i Dża’ar. Kilkuset islamskich fundamentalistów z oddziałów milicji Ansar al-Szaria (Partyzanci Islamskiego Prawa) po wielomiesięcznej ofensywie opuściło miasta[64].
- 15 czerwca – wojsko odbiło miasto Szurka z rąk rebeliantów[65].
- 17 czerwca – po negocjacjach ze starszyzną plemienną terroryści wycofali się z ostatniego przyczółku – Azzanu – koniec zwycięskiej ofensywy antyterrorystycznej w prowincji Abjan.
- 10 września – zginął jeden z przywódców Al-Ka’idy, Sajd Ali al-Szihri[66].
- 11 października – zamachowiec w Sanie zastrzelił szefa ochrony ambasady USA, Kassema Alkiniego. Uzbrojony napastnik uciekł motocyklem[67].